# Bonnevaux-le-Prieuré
Bonnevaux-le-Prieuré – miejscowość i dawna gmina we Francji, w regionie Burgundia-Franche-Comté, w departamencie Doubs. W 2013 roku populacja Bonnevaux-le-Prieuré wynosiła 117 mieszkańców. 
W dniu 1 stycznia 2016 roku z połączenia dwóch ówczesnych gmin – Bonnevaux-le-Prieuré oraz Ornans. Siedzibą gminy została miejscowość Ornans, a nowa gmina przyjęła jej nazwę. 